# Tårkremla
Tårkremla (Russula sardonia) är en svampart som beskrevs av Fr. 1838. Tårkremla ingår i släktet kremlor och familjen kremlor och riskor.  Arten är reproducerande i Sverige. Inga underarter finns listade i Catalogue of Life.

## Källor

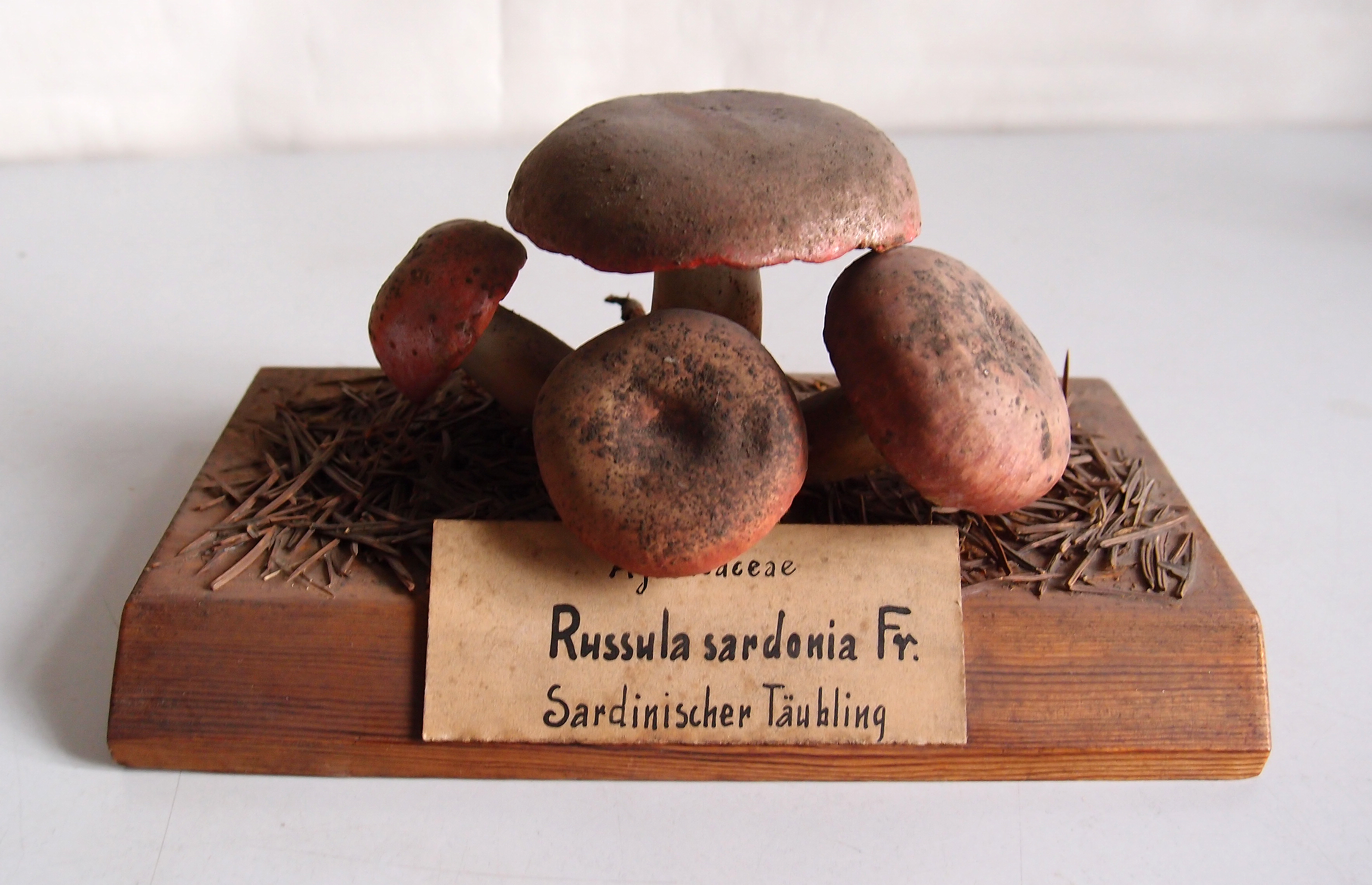
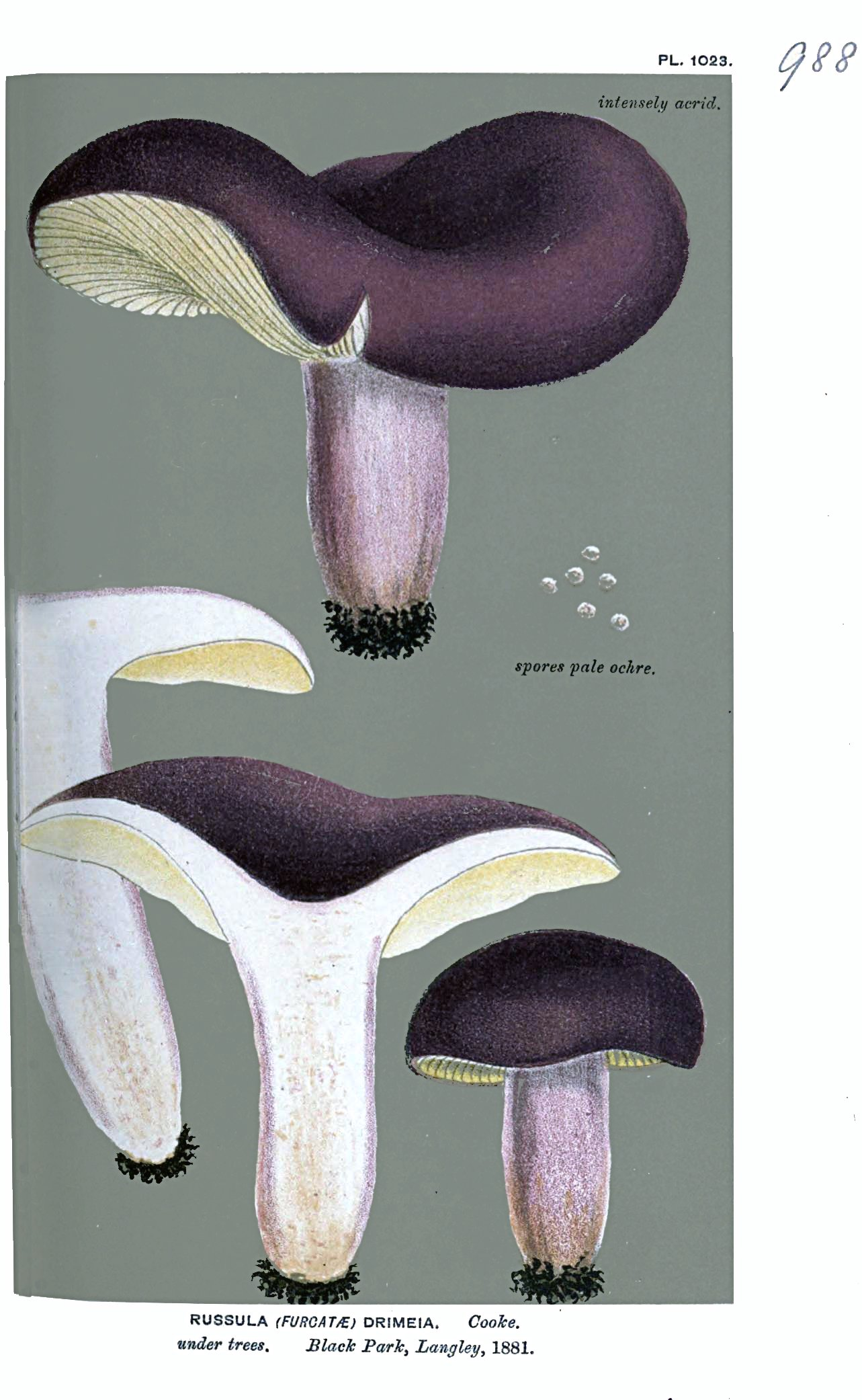